# Corennys circellaris
Corennys circellaris är en skalbaggsart som beskrevs av Holzschuh 1992. Corennys circellaris ingår i släktet Corennys och familjen långhorningar. Inga underarter finns listade i Catalogue of Life.